# Lola T800

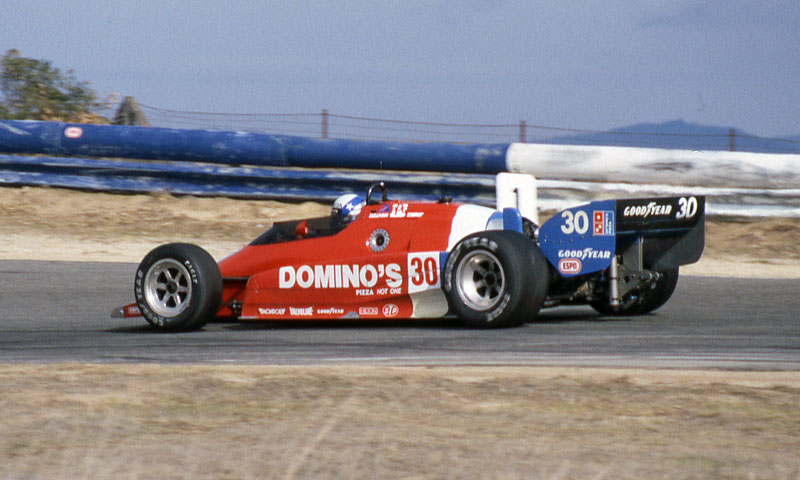
Danny Sullivan im Lola T800

Der Lola T800 war ein Monoposto-Rennwagen des britischen Rennwagen-Konstrukteurs Lola Cars, der 1984 und 1985 in der CART-Serie zum Einsatz kam.

## Technik
Nach dem Lola T700 war der T800 der zweite speziell für die CART-Serie konstruierte Rennwagen des britischen Herstellers. Dabei verwendete Lola sein erstes Chassis aus mit Kohlenstofffasern verstärkten Kunststoff. Der Monoposto wurde von einem Cosworth-Turbomotor angetrieben und von Mario Andretti und Danny Sullivan gefahren. 1985 rüstete Dale Coyne einen Wagen auf einen Chevrolet-Motor um, blieb damit aber erfolglos.

## Einsatzteams
Von den fünf gebauten Fahrzeugen gingen die ersten drei an das Newman-Haas-Racing-Teams für Mario Andretti und Danny Sullivan. Die Chassisnummern HU1 und HU2 wurden in der "800"-Speedway-Spezifikation geliefert, HU3 in der "801"-Version für Straßen- und Rundkurse. Das andere Team, das den T800 einsetzte, war Forsythe Racing in vier Rennen, drei mit Corrado Fabi am Steuer und eines mit Kenny Acheson. Das beste Ergebnis dort war ein 10. Platz für Fabi.
Das Newman-Haas-Team, das 1983 von Paul Newman und Carl Haas gegründet wurde, war erst in seiner zweiten Saison, als es mit dem T800 das beste Fahrzeug der Saison einsetzte.

## Erfolge
Ab dem Premierensieg von Andretti in Meadowlands siegten er und Sullivan achtmal in Folge, wobei Andretti fünfmal siegreich blieb und Sullivan drei Rennen gewann.
Das wichtigste Rennen des Jahres, das 500-Meilen-Rennen von Indianapolis, konnten die beiden Fahrer aber nicht gewinnen. Am Indianapolis Motor Speedway führte Sieger Rick Mears eine Phalanx von fünf March 87C an.
Andretti sicherte sich 1984 mit dem T800 die CART-Meisterschaft.